# Francouzská komunistická strana
Francouzská komunistická strana (francouzsky Parti communiste français, PCF) je francouzská parlamentní politická strana, v minulosti jedna z nejsilnějších západoevropských komunistických stran. Podílela se na levicových vládách vedených Socialistickou stranou, v současné době je v opozici. PCF je členka Strany evropské levice, zastává pozice blízké eurokomunismu.

## Historie
Komunistická strana byla ve Francii založena v roce 1920 (sjezdu v Tours se účastnil i mladý Ho Či Min, tehdy známý jako Nguyen Ai Quoc) dosavadními členy socialistické SFIO, kteří požadovali vstup do III. internacionály a provedení proletářské revoluce po vzoru ruských bolševiků. Nově vzniklá strana však v parlamentních volbách v roce 1924 propadla, když získala necelých 5% hlasů. Kvůli radikální bolševizaci (zhruba od roku 1930 uplatňování čistek po vzoru stalinismu) strany se nedařilo PCF získat většího vlivu a zůstávala v izolaci. Vše se změnilo po pádu světové ekonomiky. Komunisté získávali stále větší vliv (počet jejich hlasů se zdvojnásobil). Po 7. kongresu Kominterny, který nařídil komunistickým stranám vytváření spojenectví proti fašismu s demokratickými stranami, došlo k podpisu dohody o vytvoření Lidové fronty (Front populaire) se socialisty (SFIO), radikály, malými stranami a zástupci odborů. I když Lidová fronta ve legislativních volbách 1936 drtivě zvítězila, PCF nakonec do vlády nevstoupila, podporovala však vládní „sociální zákony“ (lois sociales). Během španělské občanské války posílala republikánům dobrovolníky do Interbrigád, požadovala i vstup Francie do konfliktu. Podpis německo-sovětské smlouvy o neútočení rozdělil francouzské komunisty (stejně jako české) na dvě skupiny: část strany, reprezentovaná hlavně vedením, označili válku za imperialistickou; druhá (většinová) část tento pakt neuznala a vstoupila do národního odboje. 26. září 1939 byla PCF zakázána, část členů přešla do Francouzské lidové strany (Parti populaire français), která víceméně kolaborovala s okupanty. Od roku 1942 lze hovořit o kompletním zapojením komunistů do odboje, nejvýrazněji v bojovém hnutí Francs-tireurs et partisans (FTP). Po pádu nacismu ve Francii vyhrála PCF první poválečné volby (1945) s 26 % hlasů v prvním kole a poprvé vstoupila do vlády (se socialisty a křesťanskými demokraty). Ovšem už roku 1947 (začátek „Studené války“) byli z vlády vytlačeni. Jedním z programových pilířů bylo osamostatnění francouzských kolonií, proto se militanti strany často dostávali do střetu s policií a úřady (např. nezákonné vylepování plakátů během války v Alžírsku a Indočíně).

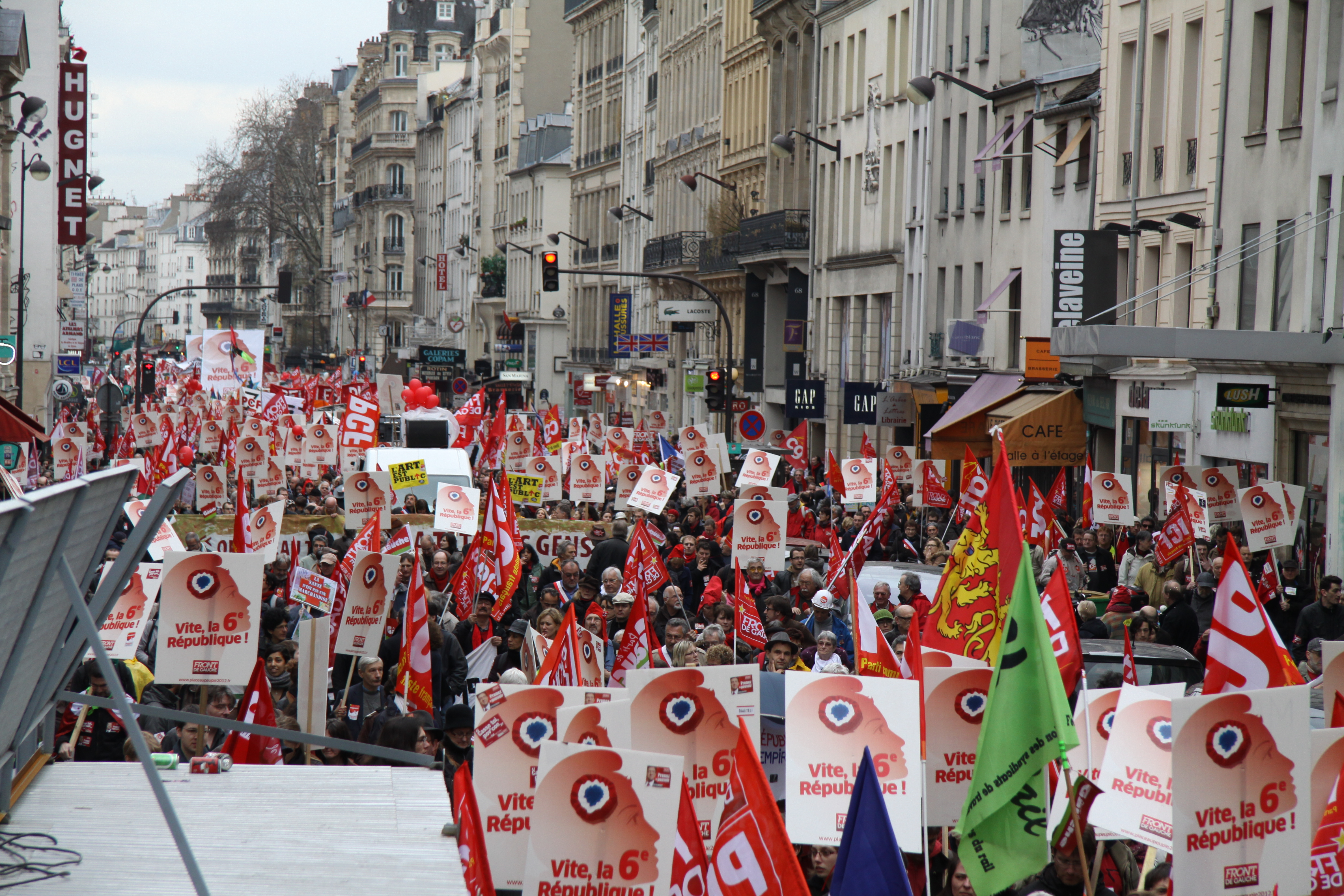
Setkání Parti communiste français v březnu 2012 v Paříži ku příležitosti prezidentských voleb

V roce 1964 zemřel „stalinista“ Maurice Thorez a ve vedení strany ho nahradil reformní Waldeck Rochet. Opravdovou reformu však přineslo až zvolení George Marchaise roku 1972. Strana pod jeho vedením odmítla diktaturu proletariátu a kritizovala některé kroky SSSR, k eurokomunistickým proudům se však zatím oficiálně nepřihlásila. Tehdy také vstoupila PCF do volební koalice s Francouzskou socialistickou stranou, kterou ale již roku 1974 opustili. Ve volbách 1981 získali francouzští komunisté 16,1 % a podruhé v historii vstoupili do vlády (s účastí čtyř svých ministrů), tentokrát vedené socialistou Lionelem Jospinem. Z historického hlediska by se dalo říci, že to byl zlomový krok v historii PCF. Komunisté se sice s konečnou platností stali součástí demokratické politické scény, ale zaznamenali velký pád preferencí (1978: 21 %, 2002: 4,8 %).
Pád Sovětského svazu přinesl otázku zda změnit jméno a orientaci (viz Italská komunistická strana), nebo zůstat na pozicích eurokomunismu a historického názvu. V roce 1994 se stal předsedou strany Robert Hue. Ve volebním období 1997–2002 byli opět součástí středo levicové vlády. Kvůli katastrofálnímu výsledku v prezidentských volbách (3,8 %) rezignoval Hue na post předsedy. První předsedkyní v historii PCF se stala Georg-Marie Buffetová. Roku 2005 vedla strana úspěšnou kampaň proti euroústavě, na jaře 2006 podporovala studentské nepokoje. Do prezidentských volbách 2007 vůdkyně strany Buffetová jako kandidátka Lidové a antiliberální levice (gauche populaire et antilibérale), výsledek byl ale opět katastrofální: jen 1,93% (707 tisíc voličských hlasů). V následujících parlamentních volbách obdržela PCF v prvním kole 4,29% (žádný mandát), v druhém pak s podporou socialistů získala 15 poslaneckých mandátů. Jelikož výsledek strany nestačil na sestavení vlastního poslaneckého klubu, spojili se komunisté se Zelenými a nezávislými levicovými poslanci do klubu Demokratické a republikánské levice (Gauche démocrate et républicaine).
Ke komunistické straně se v minulosti v určitém období hlásilo mnoho intelektuálů a umělců: Pablo Picasso, Michel Foucault, André Breton a další, z nositelů Nobelovy ceny lze jmenovat například Romaina Rollanda, A. France, Alberta Camuse a J.-P. Sartra.
Strana vydává svůj tradiční tisk L´Humanité, největší voličskou podporu vlastní v okrajových částech Paříže, Lille a Marseille. Komunisté úzce spolupracují s odbory (CGT) a sociálními hnutími (např. KOPERNIK či ATTAC).

## Volební výsledky

### Volby do Národního shromáždění
| Volby | I. kolo     | I. kolo   | II. kolo    | II. kolo  | Počet mandátů |
| Volby | Počet hlasů | Hlasy v % | Počet hlasů | Hlasy v % | Počet mandátů |
| ----- | ----------- | --------- | ----------- | --------- | ------------- |
| 1958  | 3 882 204   | 18,90%    | 3 833 418   | 20,60%    | 10            |
| 1962  | 4 003 553   | 21,84%    | 3 195 763   | 20,94%    | 41            |
| 1967  | 5 039 032   | 22,51%    | 3 998 790   | 21,37%    | 73            |
| 1968  | 4 434 832   | 20,02%    | 2 935 775   | 20,14%    | 34            |
| 1973  | 5 085 108   | 21,39%    | 4 893 876   | 20,86%    | 73            |
| 1978  | 5 870 402   | 20,55%    | 4 744 868   | 18,62%    | 86            |
| 1981  | 4 065 540   | 16,17%    | 1 303 587   | 6,98%     | 44            |
| 1986  | 2 739 225   | 9,78%     |             |           | 35            |
| 1988  | 2 765á761   | 11,32%    | 695 569     | 3,43%     | 27            |
| 1993  | 2 331 339   | 9,3%      | 951 213     | 4,8%      | 24            |
| 1997  | 2 523 405   | 9,92%     | 921 716     | 3,62%     | 35            |
| 2002  | 1 216 178   | 4,82%     | 690 807     | 3,26%     | 21            |
| 2007  | 1 115 663   | 4,29%     | 464 739     | 2,28%     | 15            |

### Prezidentské volby (5. republika)
| Volby | Kandidát            | I. kolo     | I. kolo   | II. kolo    | II. kolo  |
| Volby | Kandidát            | Počet hlasů | Hlasy v % | Počet hlasů | Hlasy v % |
| ----- | ------------------- | ----------- | --------- | ----------- | --------- |
| 1965  | François Mitterrand | 7 694 003   | 31,72%    | 10 619 735  | 44,8%     |
| 1969  | Jacques Duclos      | 4 808 285   | 21,27%    |             |           |
| 1974  | François Mitterrand | 11 044 373  | 43,25%    | 12 971 604  | 49,19%    |
| 1981  | Georges Marchais    | 4 456 922   | 15,35%    |             |           |
| 1988  | André Lajoinie      | 2 056 261   | 6,76%     |             |           |
| 1995  | Robert Hue          | 2 638 936   | 8,66%     |             |           |
| 2002  | Robert Hue          | 960 480     | 3,37%     |             |           |
| 2007  | Marie-George Buffet | 707 268     | 1,93%     |             |           |

### Volby do Evropského parlamentu
| Volby | Počet hlasů | Hlasy v % | Počet mandátů |
| ----- | ----------- | --------- | ------------- |
| 1979  | 4 153 710   | 20,43%    | 19            |
| 1984  | 2 261 312   | 11,21%    | 10            |
| 1989  | 1 401 171   | 7,72%     | 7             |
| 1994  | 1 342 222   | 6,89%     | 7             |
| 1999  | 1 196 310   | 6,78%     | 6             |
| 2004  | 1 009 976   | 5,88%     | 3             |
| 2009  | 1 115 021   | 6,48%     | 5             |

## Graf
Volebních výsledků do Národního shromáždění

## Galerie

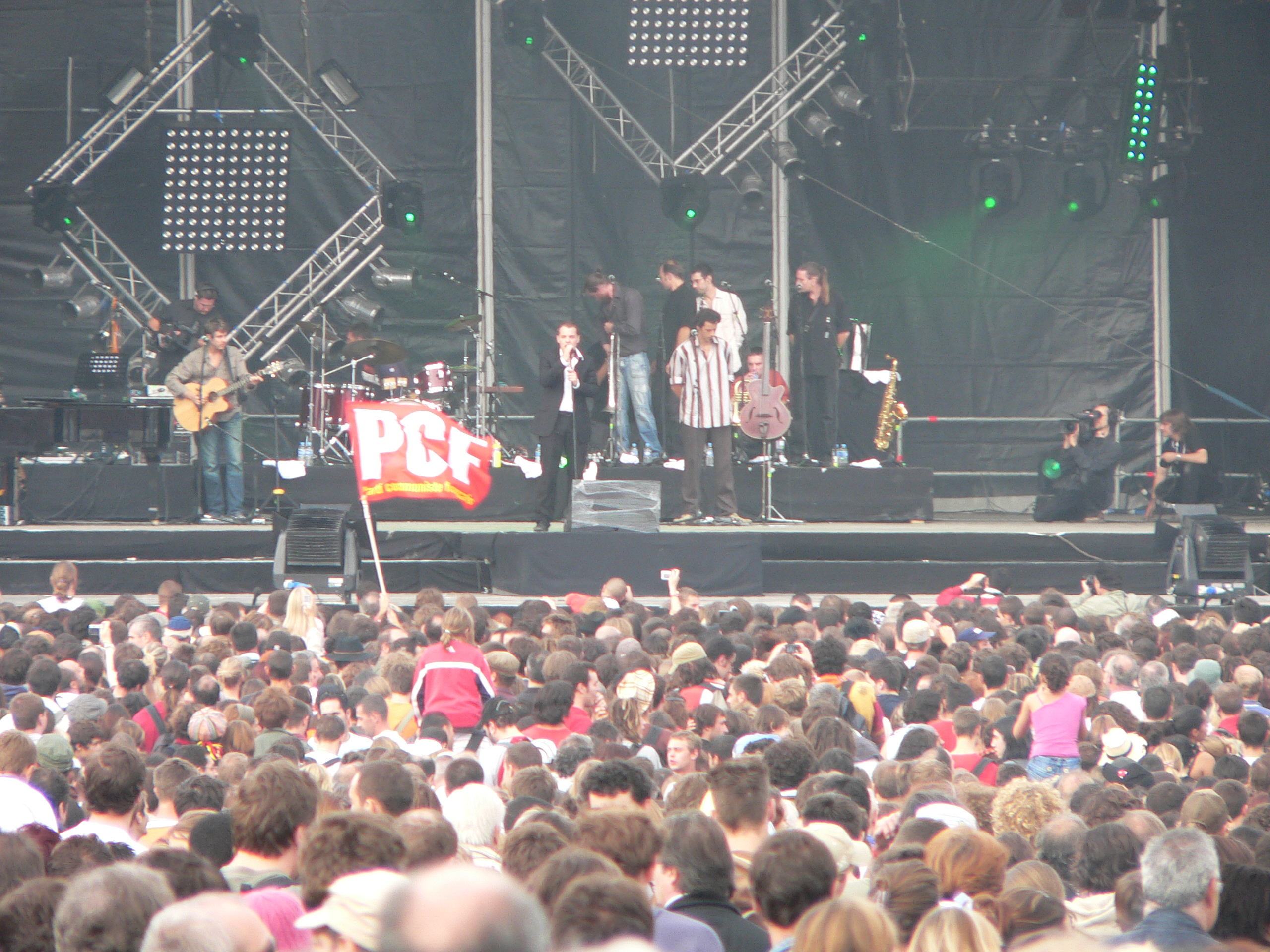
Slavnosti L´Humanité
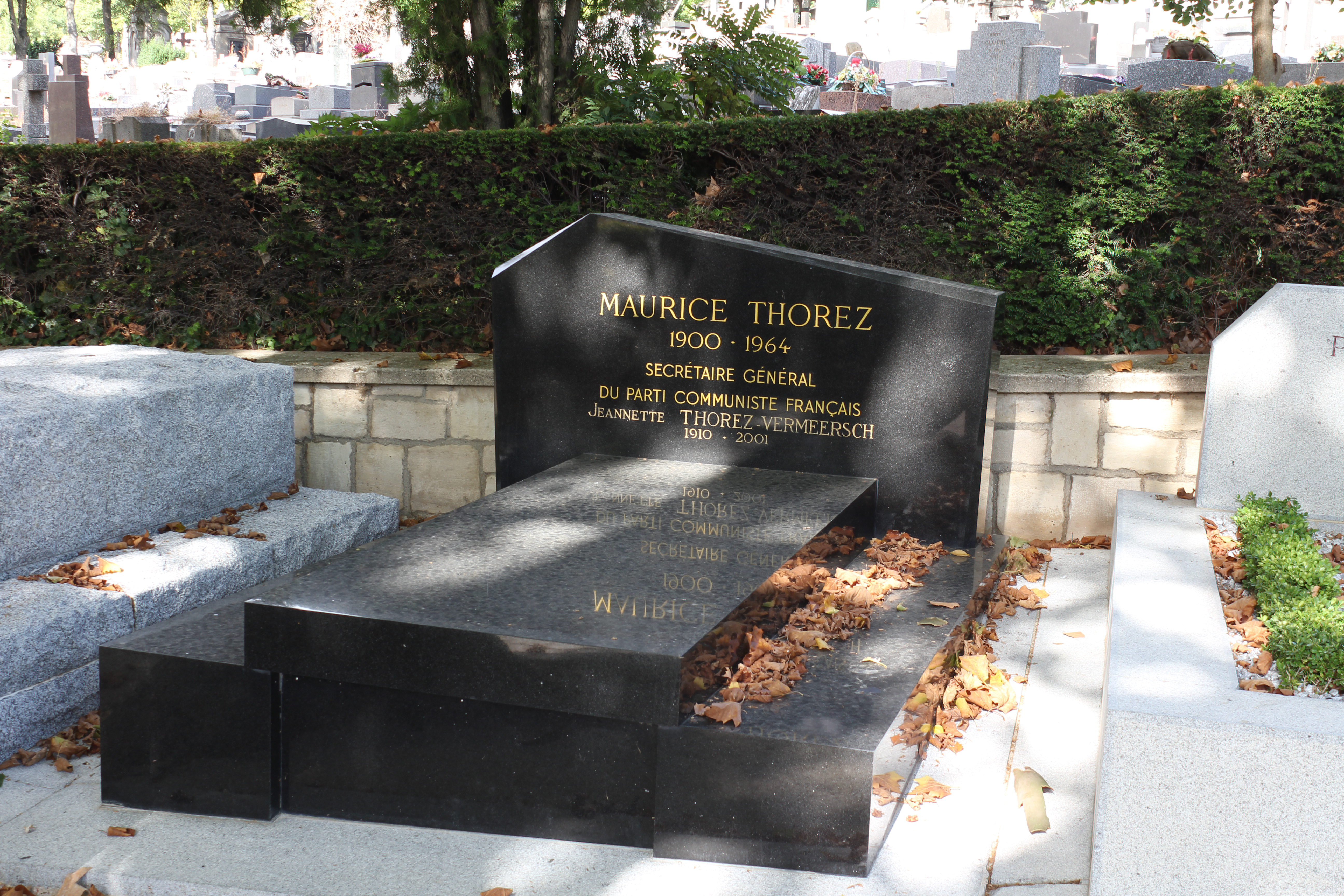
Náhrobek M. Thoreze, dlouholetého předsedy PCF
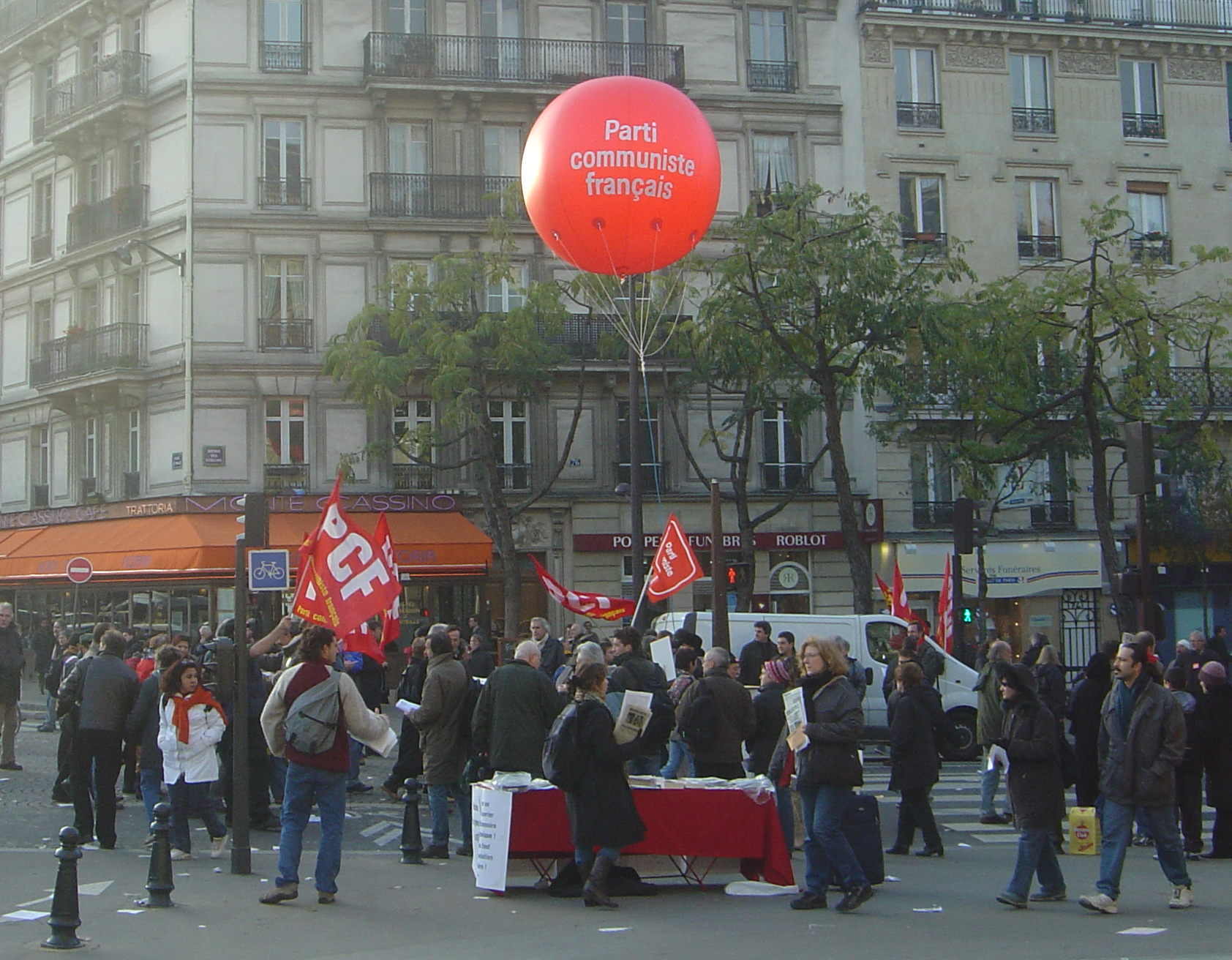
Manifestace v Paříži
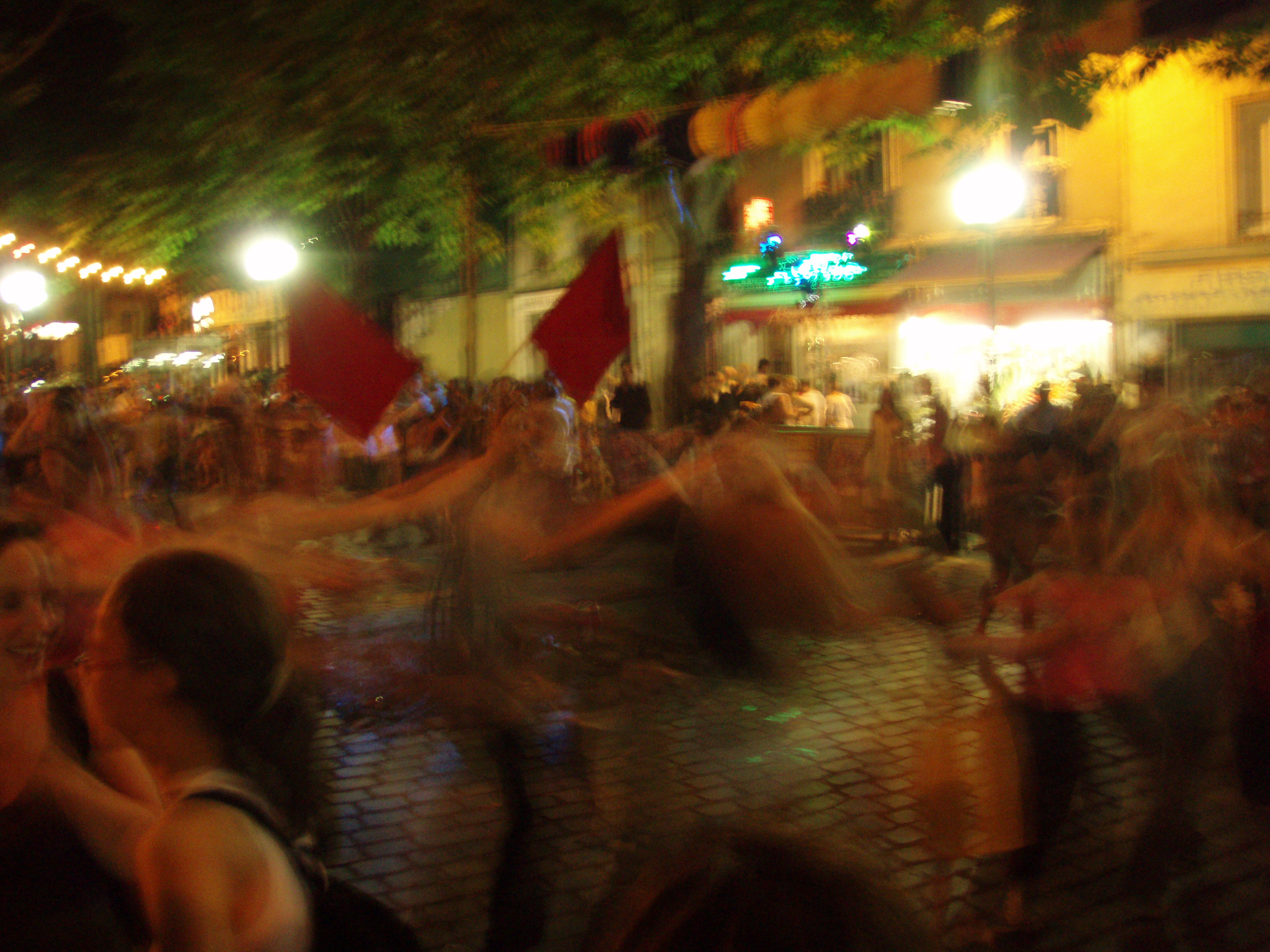
Fête populaire, Lidová slavnost
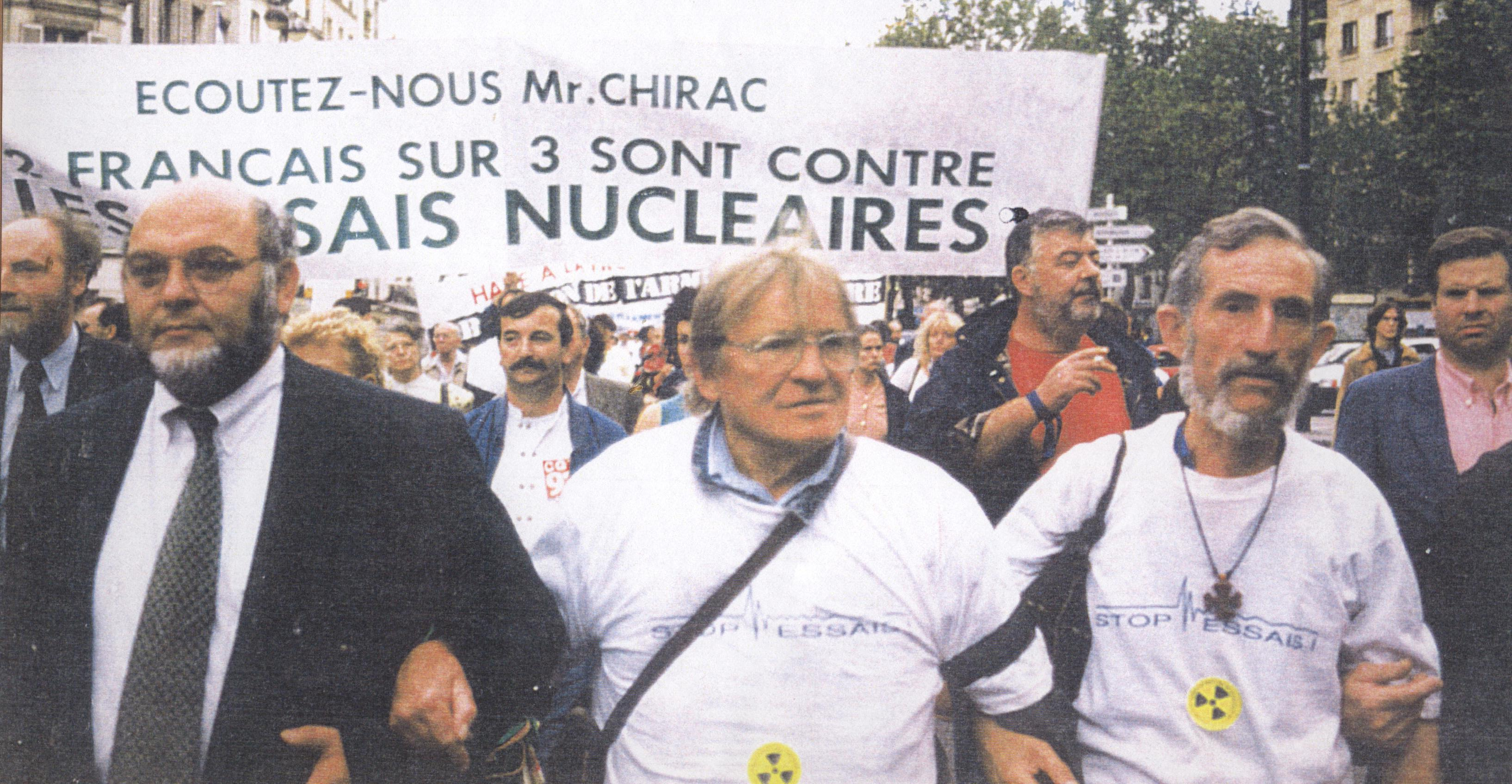
Robert Hue
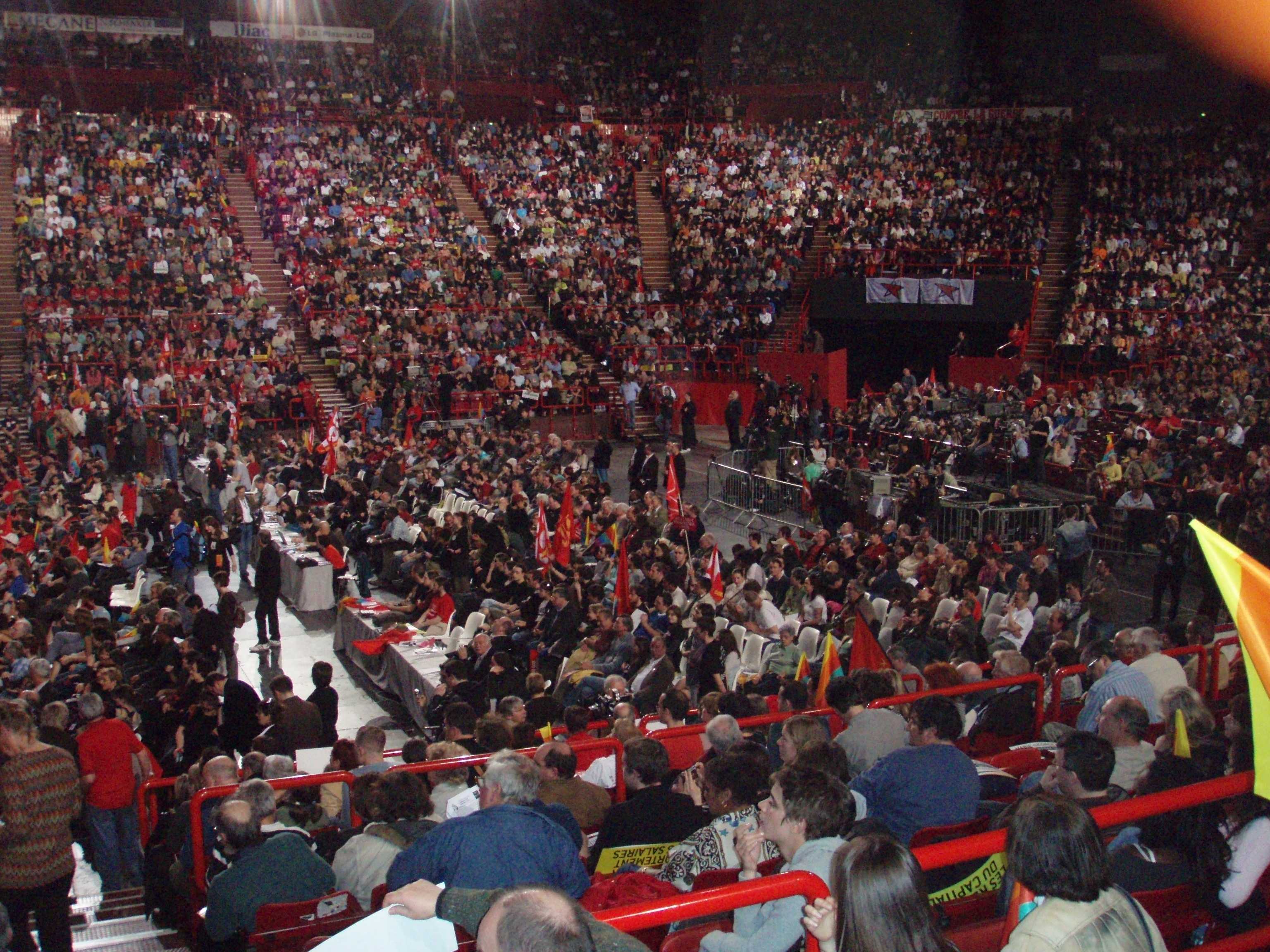
1.4.2007: Paříž-Bercy